# A Republikanska futbolna grupa 1983-1984
L'edizione 1983-84 della A PFG vide la vittoria finale del Levski-Spartak Sofia, che conquista il suo quindicesimo titolo.
All'epoca il PFC Sliven fu proclamato terzo, e ottenne quindi la qualificazione alla Coppa Uefa, in quanto vinse a tavolino la penultima partita col Botev Vratsa. Solo nel 2000 si tornò al verdetto del campo.
Capocannonieri del torneo furono Eduard Eranosyan del Trakia Plovdiv e Emil Spasov del Levski-Spartak Sofia con 19 reti.

## Classifica finale
|    | Classifica                         | G  | V  | N  | P  | GF | GS | Dif | Pt |
| -- | ---------------------------------- | -- | -- | -- | -- | -- | -- | --- | -- |
| 1  | Levski-Spartak Sofia (CB)          | 30 | 19 | 9  | 2  | 64 | 29 | +35 | 47 |
| 2  | CSKA Septemvrijsko zname Sofia (C) | 30 | 18 | 9  | 3  | 72 | 24 | +48 | 45 |
| 3  | ŽSK-Spartak Varna                  | 30 | 13 | 5  | 12 | 41 | 37 | +4  | 31 |
| 4  | PFC Beroe Stara Zagora (N)         | 30 | 11 | 9  | 10 | 38 | 40 | -2  | 31 |
| 5  | Černomorec Burgas                  | 30 | 12 | 7  | 11 | 43 | 47 | -4  | 31 |
| 6  | PFC Lokomotiv Sofia                | 30 | 11 | 8  | 11 | 35 | 29 | +6  | 30 |
| 7  | PFC Sliven                         | 30 | 10 | 10 | 10 | 39 | 37 | +2  | 30 |
| 8  | Botev Vraca                        | 30 | 10 | 10 | 10 | 31 | 32 | -1  | 30 |
| 9  | Trakija Plovdiv                    | 30 | 11 | 7  | 12 | 64 | 58 | +6  | 29 |
| 10 | FK Etăr                            | 30 | 13 | 2  | 15 | 47 | 48 | -1  | 28 |
| 11 | Šumen (N)                          | 30 | 11 | 5  | 14 | 35 | 46 | -11 | 27 |
| 12 | Belasica Petrič                    | 30 | 11 | 5  | 14 | 25 | 49 | -24 | 27 |
| 13 | Černo More Varna                   | 30 | 9  | 8  | 13 | 36 | 43 | -7  | 26 |
| 14 | PFC Slavia Sofia                   | 30 | 10 | 5  | 15 | 40 | 38 | +2  | 25 |
| 15 | Lokomotiv Plovdiv (N)              | 30 | 10 | 4  | 16 | 43 | 63 | -20 | 24 |
| 16 | FC Haskovo                         | 30 | 7  | 5  | 18 | 30 | 63 | -33 | 19 |

- (C) Campione nella stagione precedente
- (N) squadra neopromossa
- (CB) vince la Coppa di Bulgaria

### Verdetti
- Levski-Spartak Sofia Campione di Bulgaria 1983-84.
- Lokomotiv Plovdiv e FC Haskovo retrocesse in B PFG.
- DFS Šumen e PFC Belasica Petrič retrocesse in B PFG dopo i playout.
- Černo More Varna e Slavia Sofia salve dopo i playout.

### Qualificazioni alle Coppe europee
- Coppa dei Campioni 1984-1985: Levski-Spartak Sofia qualificato.
- Coppa UEFA 1984-1985: CSKA Septemvrijsko zname Sofia e PFC Sliven qualificate.